# Xabi Alonso
Xabier „Xabi” Alonso Olano (pronunție în spaniolă [(t)ʃaβi]; n. 25 noiembrie 1981, Tolosa⁠(d), Comunitatea Autonomă a Țării Basce, Spania) este un fotbalist spaniol retras din activitate, care a jucat pe post de mijlocaș la echipe ca Antiguoko⁠(d), Liverpool și Real Madrid. Pe plan internațional, are prezențe la națională pentru Spania U-18⁠(d), Spania U-21, Spania și Țara Bascilor. După încheierea carierei, a devenit antrenor, și antrenează în prezent pe Real Madrid. A fost component al echipei naționale de fotbal a Spaniei, alături de care a reușit să cucerească titlul de campion european în 2008 și 2012 și pe cel mondial în 2010.

## Biografie și carieră

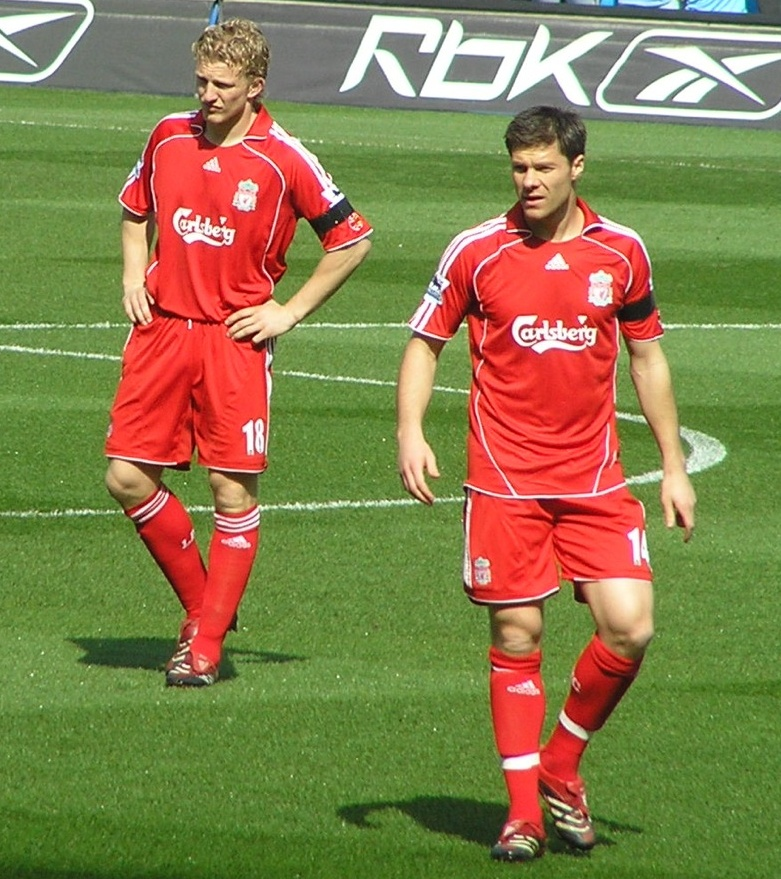
Alonso cu ex-coechipierul Dirk Kuyt la Liverpool.

Xabi Alonso s-a născut (25 noiembrie 1981, în orașul basc Tolosa. Pe urmele tatălui său, Periko Alonso, Xabi a trăit în Barcelona, până la șase ani înainte de a pleca în San Sebastian, unde și-a început cariera fotbalistică. La Playa de la Concha, celebra plajă de la San Sebastian, a fost prima plajă pe care a jucat fotbal. Împreună cu prietenul său cel mai bun, Mikel Arteta (în prezent joacă pentru Arsenal Londra), Alonso a început de stabilire a terenul să se bucure de același succes pe care tatăl său a realizat ca un profesionist în anii 1980.

### Real Sociedad și debutul în fotbalul mare
Cariera lui Xabi Alonso de tineret a început la Antiguoko, de unde a fost trimis la echipa de rezerve a formației din San Sebastian pentru talentul lui. Odată cu transferul său la Real Sociedad a progresat foarte mult. În fotbalul de primă clasă din Spania a intrat după debutul în prima echipă în meciul din Copa del Rey împotriva lui Logroñes.  Până la vârsta de 18 ani a fost cel mai bun jucător de la echipa academiei, astfel încât a fost împrumutat o parte Segunda Division, la SD Eibar, unde își putea dezvolta mai bine abilitățile sale. După expirarea împrumutului, a urmat un sezon la fel de reușit, în care a reușit să marcheze primele sale trei goluri pentru Real Sociedad în Primera Division. A evoluat în 30 de partide, fiind un titular indiscutabil, cu managerul galez John Toshack numindu-l căpitanul echipei la 19 ani.
Sezonul 2002-2003 avea să fie unul dintre cele mai bune pentru Xabi Alonso din întreaga sa carieră, cu 12 goluri marcate în toate competițiile. El a reușit să își conducă formația către poziția secundă în campionat, la doar două puncte în spatele lui Real Madrid. Pentru că a reușit să conducă formația spaniolă către prima calificare în Liga Campionilor, Xabi Alonso a fost declarat, de către cotidianul spaniol Don Balon, cel mai bun fotbalist spaniol al anului.
Sezonul 2003-2004 a fost unul al contrastelor pentru Xabi Alonso. Deși a reușit să treacă de grupe alături de Real Sociedad în Liga Campionilor, Real Sociedad a ocupat doar locul 15 în campionat, iar Xabi Alonso a primit primele critici. Totuși, prezența lui Alonso în lotul Spaniei pentru Euro 2004 a atras atenția mai multor echipe, printre care și Real Madrid, însă nu a ajuns la „Galactici” deoarece aceștia au considerat că prețul cerut de oficialii lui Sociedad, 13 milioane de lire sterline, este mult prea mare.
În vara anului 2004, Xabi Alonso a primit două vești bune, însă de prima dintre ele nu avea să se bucure prea mult timp: cel mai bun prieten al său, Mikel Arteta, a semnat cu Real Sociedad, însă la puțin timp după, Xabi Alonso a fost acontat de Liverpool, pentru suma de 10 milioane și jumătate de lire sterline. A jucat la Sociedad din 1999 până în 2004, transferându-se apoi la Liverpool.

### Liverpool

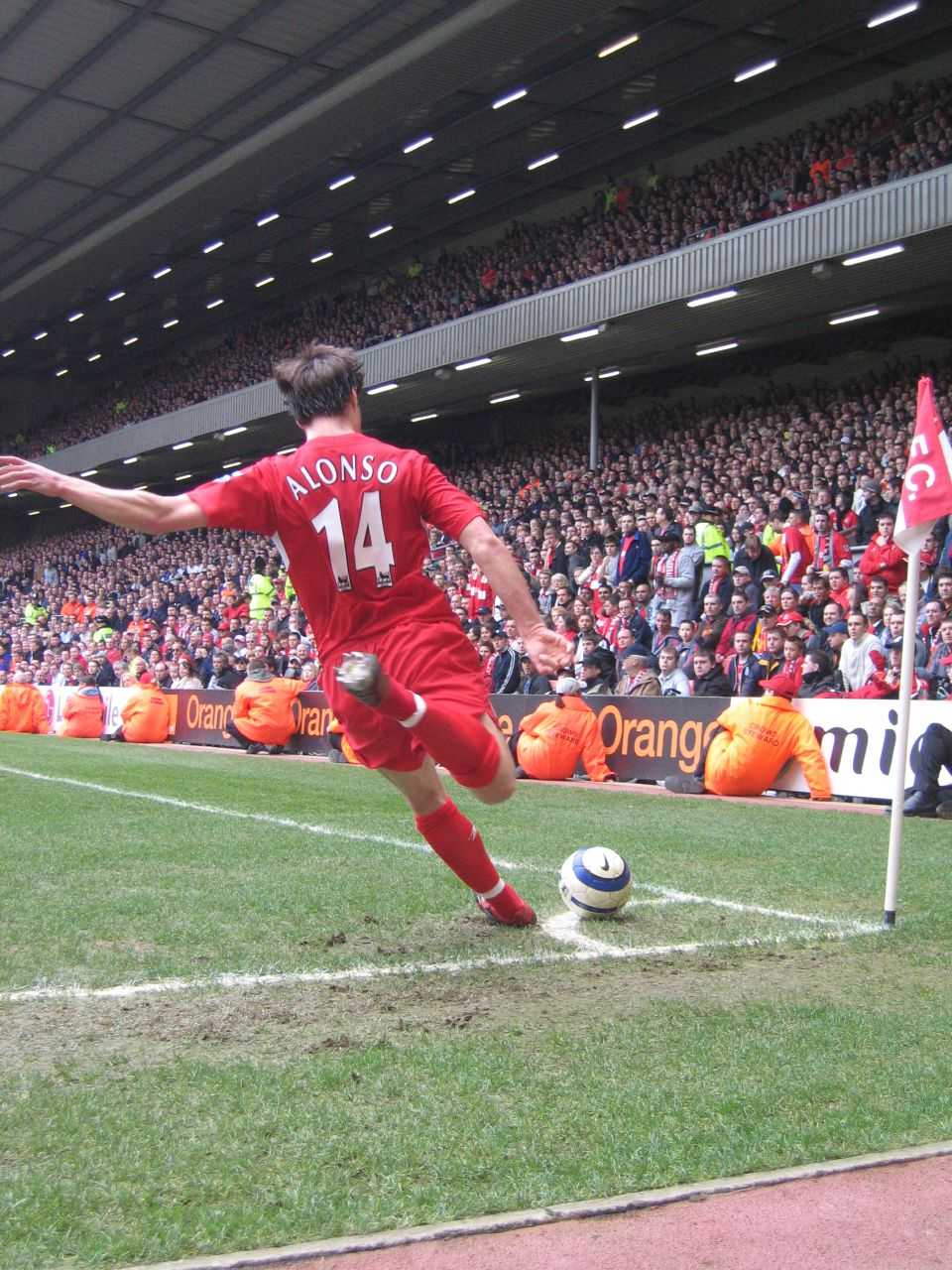
Alonso executând o lovitură de la colț pentru Liverpool în martie 2006.

Înainte de sezonul 2004-2005, Alonso s-a transferat la Liverpool, unde a uimit cu viziunea lui incredibilă și ținta și forța șuturilor sale de la distanță care era foarte bună pentru un tânăr mijlocaș. Xabi Alonso a fost primul transfer al lui Liverpool în era Rafael Benítez.
Pe 29 august 2004, el debuta în Premier League, într-un meci pierdut de Liverpool împotriva celor de la Bolton Wanderers cu 1-0, evoluția sa fiind apreciată de jurnaliștii sportivi. Primul gol marcat de Alonso pentru Liverpool a venit într-un meci cu Fulham, în care cormoranii au reușit să revină de la 0-2 imediat după intrarea în teren a spaniolului și să câștige cu 4-2, Alonso marcând primul gol al său pentru Liverpool din lovitură liberă.
Primul său gol important a venit într-o victorie a celor de la Liverpool împotriva lui Arsenal, într-un meci câștigat cu 2-1 de echipa de pe Anfield, partidă în urma căreia Alonso a declarat că s-a adaptat fotbalului englez. Într-un meci împotriva lui Chelsea, Alonso a fost faultat grav de către Frank Lampard, iar accidentarea avea să îl țină departe de gazon timp de trei luni. El a reușit să se întoarcă pentru sferturile Ligii Campionilor cu Juventus, în care a jucat deși nu era complet refăcut precum și turul semifinalelor Ligii Campionilor în sezonul 2004-2005. Apoi, în finala împotriva celor de la AC Milan, a reușit să egaleze la trei (după ce italienii conduseseră la pauză cu 3-0), învingându-l pe portarul milanezilor, Dida, după ce acesta reușise să respingă penalty-ul spaniolului.
Până la urmă, Liverpool avea să câștige trofeul după penalty-uri, 3-2, iar Alonso reușea să câștige primul său trofeu cu echipa englezească. A încheiat sezonul cu 32 de meciuri disputate pentru Liverpool în toate competițiile, în ciuda faptului că a lipsit o bucată bună de vreme din teren.
Sezonul 2005-2006 avea să aducă un gol marcat de Xabi Alonso în Cupa Angliei. Într-un meci câștigat în fața celor de la Luton Town, scor 5-3, Xabi Alonso a marcat un gol din propria sa jumătate, mai precis de la 60 de metri, și un altul de la 40 de metri. A reușit să îl satisfacă și pe un suporter, care pariase suma de 200 de lire sterline că spaniolul va marca din propria jumătate, pariu care i-a adus fanului 25000 de lire sterline. Tot în 2006, a reușit să câștige finala Cupei Angliei jucată cu West Ham.
În sezonul 2006-2007, el a reușit să ajungă pentru a doua oară cu Liverpool în finala Ligii Campionilor, însă a pierdut trofeul după ce AC Milan și-a luat revanșa pentru trofeul pierdut în urmă cu două sezoane.
Alonso a marcat 19 goluri în cele cinci sezoane jucate în Premier League.

### Real Madrid

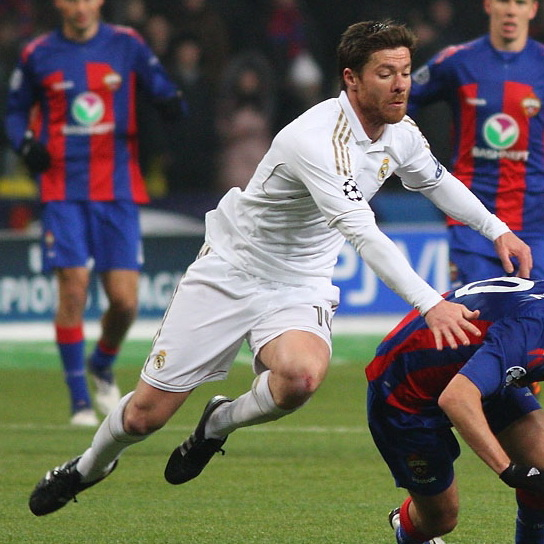
Alonso jucând la Real Madrid

În 2009, odată cu valul de transferuri făcute de Real Madrid a fost adus și Xabi Alonso. A jucat peste 60 de meciuri în La Liga, marcând 3 goluri. A fost titular de drept în primul 11 și a prins aproape toate meciurile echipei.

### Bayern München
Pe 28 august 2014 Xabi Alonso s-a transferat de la Real Madrid la clubul german Bayern München, contra unei sume nedivulgate, semnând un contract pe doi ani.

### Echipa națională de fotbal a Spaniei

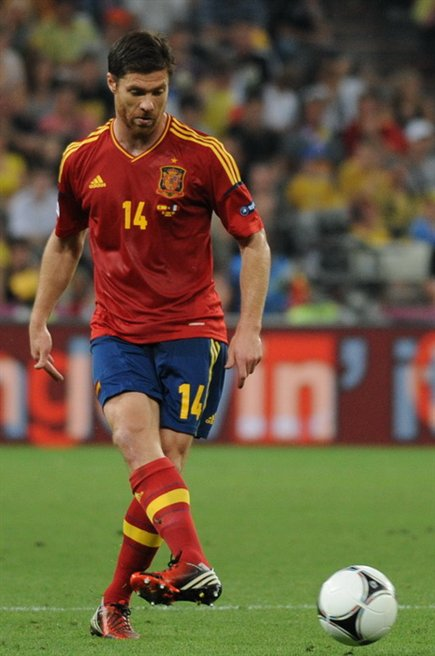
Alonso la Euro 2012.

A fost pentru prima dată convocat la echipa națională, în aprilie 2003, într-un meci disputat de spanioli împotriva naționalei statului Ecuador, încheiat cu scorul de 4-0. Antrenorul Spaniei pe atunci, Iñaki Sáez, l-a lăudat pe Xabi Alonso, declarând că vede jocul cu o claritate extraordinară și trimite un număr foarte mare de pase precise. A participat atât în 2004 și 2008, Campionatul European, precum și Cupele Mondiale din Xabi Alonso a debutat pentru echipa națională a Spaniei în 2003. A participat atât în 2004 și 2008, Campionatul European, precum și Cupele Mondiale din 2006 și 2010. La Campionatul Mondial de Fotbal din Germania a reușit să marcheze primul său gol la națională și, în același timp, primul gol al Spaniei la acest turneu final, în meciul împotriva Ucrainei. Prima mare performanță a fost, fără îndoială, la Euro 2008, turneu câștigat de Spania. Alonso a fost, de asemenea, numit omul meciului în al treilea joc din faza grupelor împotriva Greciei. Tot în 2008, a marcat prima „dublă” la naționala Spaniei, într-un amical împotriva Danemarcei.
S-a retras de la echipa națională la 27 august 2014.

## Cariera de antrenor
În 2018, Alonso a devenit antrenor al echipei sub 14 ani a clubului Real Madrid. La 1 iulie 2019, a preluat postul de antrenor principal al echipei Real Sociedad B din Segunda División B. În al doilea sezon la conducerea echipei, Alonso a reușit promovarea în Segunda División, prima prezență pentru Real Sociedad B în această divizie de la sezonul 1961–62. Însă un singur sezon a rezistat echipa în al doilea eșalon al fotbalului spaniol, iar la finalul stagiunii 2021-22, Xabi Alonso a părăsit clubul basc.
Pe 5 octombrie 2022, Xabi Alonso a fost numit antrenor principal al echipei germane Bayer Leverkusen.

## Viața personală
Este fiul fostului fotbalist spaniol Miguel Ángel Alonso și mai are un frate, Mikel Alonso, fotbalist și el.

## Statistici carieră

### Club
La 15 mai 2014.
| Club          | Sezon         | Campionat | Campionat | Cupă1   | Cupă1  | Cupa Ligii | Cupa Ligii | Europa  | Europa | Altele2 | Altele2 | Total   | Total  |
| Club          | Sezon         | Meciuri   | Goluri    | Meciuri | Goluri | Meciuri    | Goluri     | Meciuri | Goluri | Meciuri | Goluri  | Meciuri | Goluri |
| ------------- | ------------- | --------- | --------- | ------- | ------ | ---------- | ---------- | ------- | ------ | ------- | ------- | ------- | ------ |
| Real Sociedad | 1999–2000     | 0         | 0         | 1       | 0      | –          | –          | 0       | 0      | –       | –       | 1       | 0      |
| Real Sociedad | Total         | 0         | 0         | 1       | 0      | –          | –          | 0       | 0      | –       | –       | 1       | 0      |
| Eibar         | 2000–01       | 14        | 0         | 0       | 0      | –          | –          | 0       | 0      | –       | –       | 14      | 0      |
| Eibar         | Total         | 14        | 0         | 0       | 0      | –          | –          | 0       | 0      | –       | –       | 14      | 0      |
| Real Sociedad | 2000–01       | 18        | 0         | 0       | 0      | –          | –          | 0       | 0      | –       | –       | 18      | 0      |
| Real Sociedad | 2001–02       | 29        | 3         | 0       | 0      | –          | –          | 0       | 0      | –       | –       | 29      | 3      |
| Real Sociedad | 2002–03       | 33        | 3         | 1       | 0      | –          | –          | 0       | 0      | –       | –       | 34      | 3      |
| Real Sociedad | 2003–04       | 34        | 3         | 0       | 0      | –          | –          | 8       | 1      | –       | –       | 42      | 4      |
| Real Sociedad | Total         | 114       | 9         | 1       | 0      | –          | –          | 8       | 1      | –       | –       | 123     | 10     |
| Liverpool     | 2004–05       | 24        | 2         | 0       | 0      | 0          | 0          | 8       | 1      | –       | –       | 32      | 3      |
| Liverpool     | 2005–06       | 35        | 3         | 5       | 2      | 0          | 0          | 10      | 0      | 3       | 0       | 53      | 5      |
| Liverpool     | 2006–07       | 32        | 4         | 1       | 0      | 2          | 0          | 15      | 0      | 1       | 0       | 51      | 4      |
| Liverpool     | 2007–08       | 19        | 2         | 3       | 0      | 1          | 0          | 4       | 0      | –       | –       | 27      | 2      |
| Liverpool     | 2008–09       | 33        | 4         | 3       | 0      | 1          | 0          | 10      | 1      | –       | –       | 47      | 5      |
| Liverpool     | Total         | 143       | 15        | 12      | 2      | 4          | 0          | 47      | 2      | 4       | 0       | 210     | 19     |
| Real Madrid   | 2009–10       | 34        | 3         | 0       | 0      | –          | –          | 7       | 0      | –       | –       | 41      | 3      |
| Real Madrid   | 2010–11       | 34        | 0         | 7       | 1      | –          | –          | 11      | 0      | –       | –       | 52      | 1      |
| Real Madrid   | 2011–12       | 36        | 1         | 4       | 0      | –          | –          | 10      | 0      | 2       | 1       | 52      | 2      |
| Real Madrid   | 2012–13       | 28        | 0         | 7       | 0      | –          | –          | 10      | 0      | 2       | 0       | 47      | 0      |
| Real Madrid   | 2013–14       | 26        | 0         | 7       | 0      | –          | –          | 9       | 0      | 0       | 0       | 42      | 0      |
| Real Madrid   | Total         | 158       | 4         | 25      | 1      | –          | –          | 47      | 0      | 4       | 1       | 234     | 6      |
| Total carieră | Total carieră | 429       | 28        | 39      | 3      | 4          | 0          | 102     | 3      | 8       | 1       | 582     | 35     |

1 Include FA Cup and Copa del Rey
2 Include UEFA Super Cup, FIFA Club World Cup, FA Community Shield and Supercopa de España

### Internațional

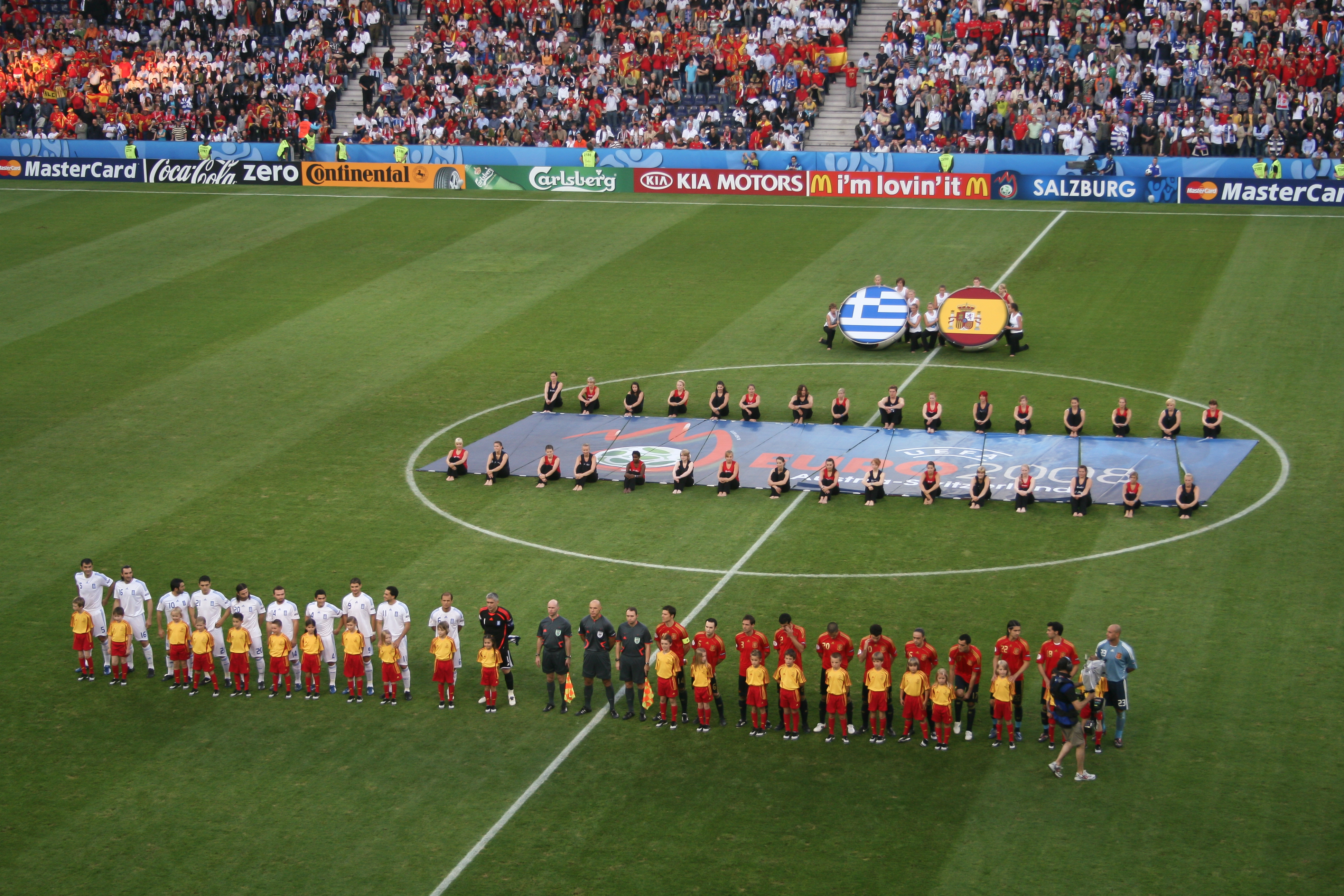
Alonso la Euro 2008

| Echipa  | Sezon | Meciuri | Goluri |
| ------- | ----- | ------- | ------ |
| Spania  |       |         |        |
| 2002–03 | 1     | 0       |        |
| 2003–04 | 10    | 0       |        |
| 2004–05 | 6     | 0       |        |
| 2005–06 | 12    | 1       |        |
| 2006–07 | 8     | 0       |        |
| 2007–08 | 10    | 2       |        |
| 2008–09 | 14    | 4       |        |
| 2009–10 | 15    | 4       |        |
| 2010–11 | 10    | 1       |        |
| 2011–12 | 16    | 3       |        |
| 2012–13 | 5     | 0       |        |
| 2013–14 | 5     | 1       |        |
| Total   | Total | 112     | 16     |

### Goluri internaționale
| #   | Data              | Stadion                                            | Oponent        | Scor | Rezultat | Competiția                                             |
| --- | ----------------- | -------------------------------------------------- | -------------- | ---- | -------- | ------------------------------------------------------ |
| 1.  | 14 iunie 2006     | Zentralstadion, Leipzig, Germania                  | Ucraina        | 1–0  | 4–0      | Campionatul Mondial de Fotbal 2006                     |
| 2.  | 20 august 2008    | Parken, Copenhaga, Danemarca                       | Danemarca      | 0–1  | 0–3      | Meci amical                                            |
| 3.  | 20 august 2008    | Parken, Copenhaga, Danemarca                       | Danemarca      | 0–3  | 0–3      | Meci amical                                            |
| 4.  | 1 aprilie 2009    | Ali Sami Yen, Istanbul, Turcia                     | Turcia         | 1–1  | 1–2      | Calificările pentru Campionatul Mondial de Fotbal 2010 |
| 5.  | 28 iunie 2009     | Royal Bafokeng, Rustenburg, Africa de Sud          | Africa de Sud  | 3–2  | 3–2      | Cupa Confederațiilor FIFA 2009                         |
| 6.  | 14 noiembrie 2009 | Vicente Calderón, Madrid, Spania                   | Argentina      | 1–0  | 2–1      | Meci amical                                            |
| 7.  | 14 noiembrie 2009 | Vicente Calderón, Madrid, Spania                   | Argentina      | 2–1  | 2–1      | Meci amical                                            |
| 8.  | 29 mai 2010       | Tivoli, Innsbruck, Austria                         | Arabia Saudită | 2–1  | 3–2      | Meci amical                                            |
| 9.  | 8 iunie 2010      | Condomina, Murcia, Spania                          | Polonia        | 3–0  | 6–0      | Meci amical                                            |
| 10. | 7 iunie 2011      | José Antonio Anzoátegui, Puerto la Cruz, Venezuela | Venezuela      | 0–3  | 0–3      | Meci amical                                            |
| 11. | 10 august 2011    | San Nicola, Bari, Italia                           | Italia         | 1–1  | 2–1      | Meci amical                                            |
| 12. | 7 octombrie 2011  | Generali Arena, Praga, Cehia                       | Cehia          | 0–2  | 0–2      | Preliminariile Campionatului European de Fotbal 2012   |
| 13. | 30 mai 2012       | Stade de Suisse, Berna, Elveția                    | Coreea de Sud  | 2–1  | 4–1      | Meci amical                                            |
| 14. | 23 iunie 2012     | Donbass Arena, Donețk, Ucraina                     | Franța         | 1–0  | 2–0      | Euro 2012                                              |
| 15. | 23 iunie 2012     | Donbass Arena, Donețk, Ucraina                     | Franța         | 2–0  | 2–0      | Euro 2012                                              |
| 16. | 13 iunie 2014     | Arena Fonte Nova, Salvador, Brazilia               | Țările de Jos  | 1–0  | 1–5      | Campionatul Mondial de Fotbal 2014                     |

## Statistici ca antrenor
La 11 mai 2025.
| Echipa           | Început          | Sfârșit     | Record | Record | Record | Record | Record | Record | Record | Record     | Ref           |
| Echipa           | Început          | Sfârșit     | M      | V      | E      | Î      | GM     | GP     | Glv.   | Victorii % | Ref           |
| ---------------- | ---------------- | ----------- | ------ | ------ | ------ | ------ | ------ | ------ | ------ | ---------- | ------------- |
| Real Sociedad B  | 1 iunie 2019     | 28 mai 2022 | 98     | 40     | 23     | 35     | 140    | 120    | +20    | 40,82      | [ 39 ] [ 40 ] |
| Bayer Leverkusen | 5 octombrie 2022 | Prezent     | 139    | 88     | 32     | 19     | 306    | 148    | +158   | 63,31      | [ 41 ]        |
| Total            | Total            | Total       | 237    | 129    | 54     | 54     | 446    | 268    | +178   | 54,43      |               |

## Palmares

### Club
Liverpool
- FA Cup (1): 2006
- FA Community Shield (1): 2006
- Liga Campionilor UEFA (1): 2004–2005
- Supercupa Europei (1): 2005

Real Madrid
- La Liga (1): 2011–12
- Copa del Rey (2): 2010–11, 2013–14

Finalist (1): 2012–13
- Supercupa Spaniei (1): 2012

Finalist (1): 2011
- Liga Campionilor UEFA (1): 2013–2014

Bayern München
- Bundesliga (2): 2014–15, 2015–16
- DFB-Pokal (1): 2015–16
- Supercupa Germaniei (1): 2016

### Națională
- Campionatul Mondial de Fotbal (1): 2010
- Campionatul European de Fotbal (2): 2008, 2012

### Individual
- Spanish Player of the Year (1): 2003
- Golul Lunii în Premier League (1): noiembrie 2004
- FIFA / FIFPro World XI (2): 2011, 2012
- La Liga Best Midfielder (1): 2012
- UEFA Euro Team of the Tournament (1): 2012

### Decorații
- Gold Medal of the Royal Order of Sporting Merit (1): 2011[42]